# .nr
A .nr Nauru internetes legfelső szintű tartomány kódja, melyet 1998-ban hoztak létre. A területet a CenpacNet, Nauru egyetlen internetszolgáltatója tartja karban.

## Második szintű tartománykódok
- edu.nr
- gov.nr
- biz.nr
- info.nr
- net.nr
- org.nr
- com.nr